# Ковтун, Инна Николаевна
Ко́втун, И́нна Никола́евна — украинская журналистка, экономист, главный редактор и редактор-основатель газеты «Деловая столица».

## Биография
Родилась в Киеве в семье военных. Высшее образование получила в Киевском государственном университете, где в 1991 году окончила факультет кибернетики. В 1993—1996 годах была аспирантом Национальной академии наук Украины.
В 1991—1993 годах работала младшим научным сотрудником в Институте проблем информатики Министерства экономики Украины.
С марта 1995 года ушла в журналистику, сначала как аналитик, а с июля 1995 года — как редактор рубрики Финансы украинской деловой газеты «Бизнес».
С июля 1997 года — шеф-редактор программ «Окна-новости» и «Окна-студия» всеукраинского телеканала СТБ.
В мае 2001 года в Киеве создаётся деловой еженедельник «Деловая столица», который изначально возглавляет Инна Ковтун. Сегодня издание считается одним из наиболее влиятельных деловых СМИ Украины.

## Награды
- 2006 год — Инна Ковтун вошла в рейтинг «100 самых влиятельных женщин Украины» журнала «Фокус»
- 2007 год — лауреат премии «Женщина III тысячелетия»
- 2010 год — Премия деловых кругов «PressЗвание» в номинации «Лучший редактор делового издания»